# YouTuber

Logo-ul YouTube din 2024

Un YouTuber (pronunțat [ĭu-tĭu-băr]), cunoscut și ca o personalitate YouTube sau creator de conținut pe YouTube, este un tip de celebritate pe internet și videograf care a câștigat popularitate din videoclipurile sale de pe site-ul de distribuire video YouTube. Unele personalități YouTube au corporații care îi sponsorizează și care plătesc pentru plasarea produsului lor în clipurile YouTuber-ului sau pentru producția de reclame online. 

## Etimologie
Denumirea de „YouTuber” se referă la persoana a cărei platformă principală sau unică de exprimare pe internet sunt canalele YouTube, pagini personalizate ale platformei de partajare video. 

## Istoric

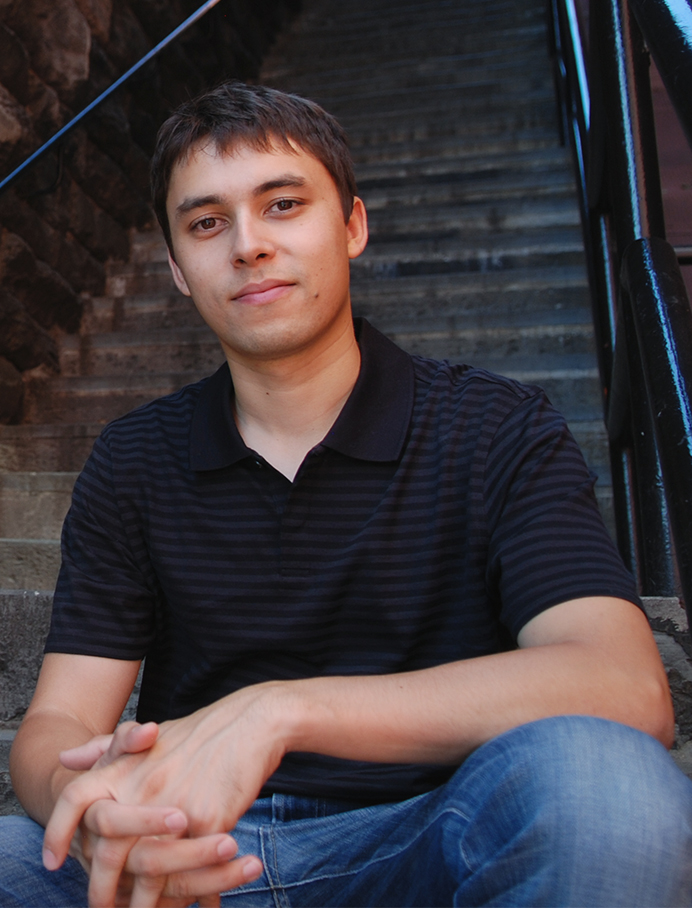
Co-fondatorul YouTube Jawed Karim a creat primul canal de YouTube denumit „Jawed” pe 23 aprilie 2005.

Numele de domeniu de internet „www.youtube.com” a fost activat pe 14 februarie 2005 de către Chad Hurley, Steve Chen și Jawed Karim, când aceștia lucrau pentru PayPal. Primul canal de YouTube denumit „Jawed” a fost creat pe 23 aprilie 2005 PDT (24 aprilie 2005 UTC) de către co-fondatorul YouTube cu același nume. Acesta a încărcat primul videoclip de pe YouTube, un scurt videoclip de tip vlog intitulat Eu la grădina zoologică, în aceeași zi.
În octombrie 2005, YouTube a introdus posibilitatea ca utilizatorii să se poată abona la canalele YouTube. Conform The New York Times, majoritatea videoclipurilor YouTube de până în 2006 erau despre diferite forme de talent, ca de exemplu cascadorii, sincronizarea buzelor și talentele altor persoane, acestea fiind încărcate în clipuri, precum clipuri de la spectacolul Saturday Night Live. Până în iunie 2006, firmele recunoscute de la Hollywood și din industria muzicală începuseră să stabilească legături de afaceri formale cu talentele originare de pe YouTube — se crede că primul dintre aceștia ar fi fost bloggerul comediant Brooke „Brookers” Brodack (prin Carson Daly),  apoi cântărețul Justin Bieber (prin Usher), și doctorul devenit satiricul politic Bassem Youssef (printr-o rețea de televiziune egipteană). În 2007, YouTube a început programul „Partner program”, un aranjament de distribuire a veniturilor rezultate din anunțurile publicitare care le-a permis YouTuberilor să câștige bani din videoclipurile pe care le-au încărcat pe YouTube.
La data de octombrie 2015, existau peste 17.000 de canale YouTube cu peste 100.000 de abonați și aproape 1.500 cu peste un milion. Aceste numere au crescut la 115.000, respectiv 11.000 de canale YouTube la data de 2019.

## Influență

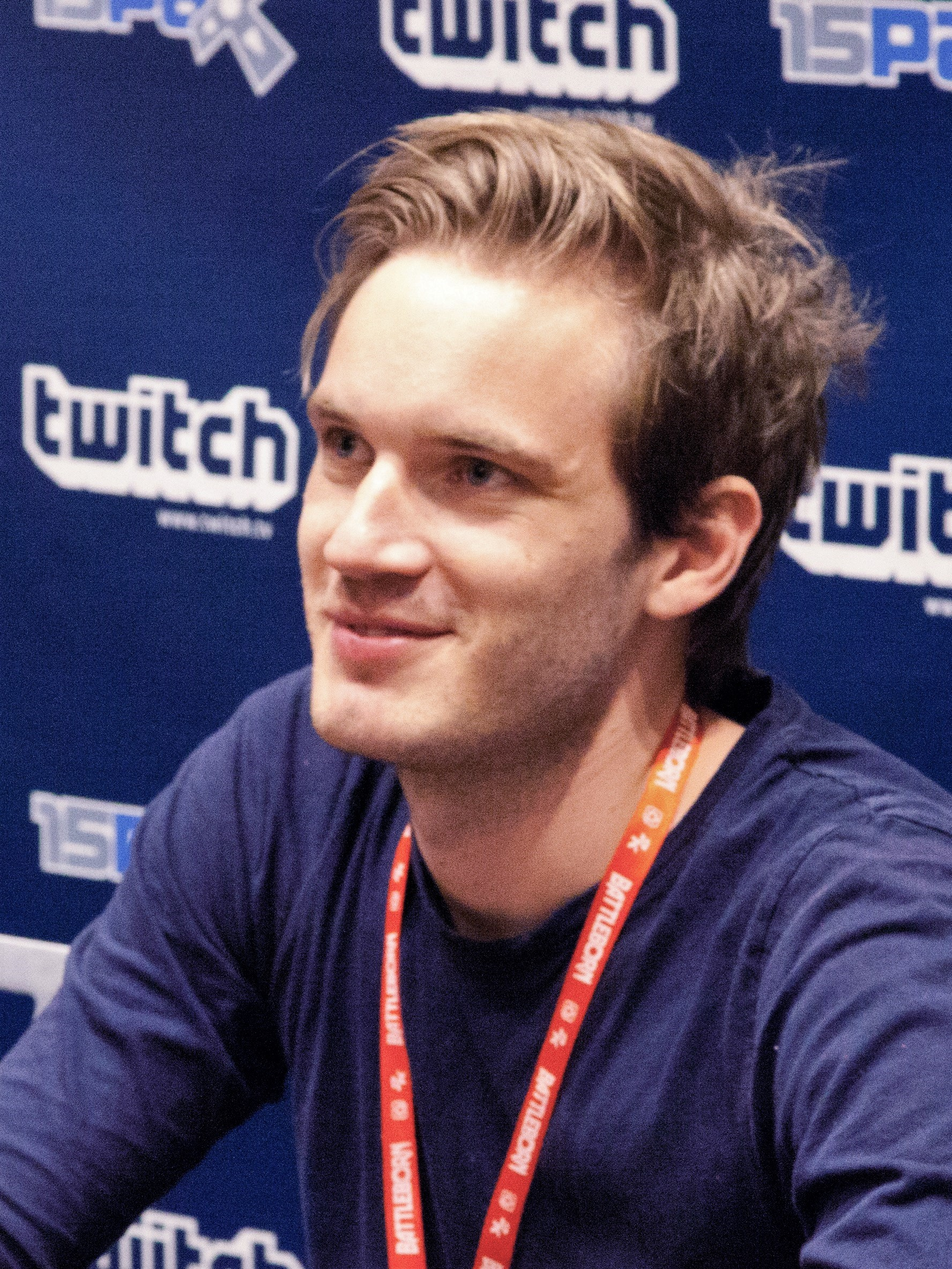
PewDiePie este în prezent cel mai abonat utilizator individual pe YouTube.

Conform mai multor studii, YouTuberii au devenit o sursă importantă de informații și divertisment pentru generația Y. YouTuberii influenți sunt frecvent descriși drept microcelebrități. Întrucât YouTube este conceput pe scară largă ca fiind o platformă video de socializare creată de jos în sus, microcelebritățile nu par a fi implicate în sistemul comercial și cultural al celebrităților, ci par mai degrabă independente. Această imagine face ca YouTuberii să fie văzuți ca mai abordabili și mai autentici, favorizat și de conexiunea directă între artist și spectator folosind suportul YouTube.
Într-un sondaj din 2014 realizat de Universitatea din sudul Californiei, printre copii între 13 și 18 ani din Statele Unite care au fost întrebați dacă 10 celebrități YouTube sau 10 celebrități tradiționale sunt mai influente, personalitățile YouTube au ocupat primele cinci locuri ale clasamentului, cu Smosh fiind cel mai influent. Când a fost repetat în 2015, sondajul a obținut șase YouTuberi pe primele locuri, KSI fiind clasat drept cel mai influent.  
Mai mulți YouTuberi proeminenți (precum cum ar fi Zoella și PewDiePie) și influența lor au fost subiecte pentru studii științifice. Datorită acestui nivel de influență, Robert Hovden a susținut crearea unui nou index similar cu indexul g și indexul h pentru a evalua producția și impactul persoanelor pe YouTube.

## Succes comercial
Succesul videoclipurilor lor YouTube a făcut ca YouTuberii să fie ținta sponsorilor corporativi care plătesc pentru a fi incluși în videoclipuri. În 2015, Forbes a raportat că Felix Kjellberg, cunoscut pe YouTube ca PewDiePie, a câștigat 12 milioane de dolari în 2014, mai mult decât unii actori populari, precum Cameron Diaz sau Gwyneth Paltrow. În august 2018, Walmart, Nordstrom și alții caută, de asemenea, vedete YouTube pentru a le susține.